# Res mancipi
Res mancipi (łac. „rzecz podlegająca mancypacji) – w prawie rzymskim kategoria rzeczy stanowiących – zwłaszcza w okresie wczesnej republiki – podstawę rzymskiej gospodarki. Ze względu na swój charakter, obrót tymi rzeczami podlegał szczególnemu reżimowi prawnemu.

## Charakter prawnyres mancipi
Katalog res mancipi obejmował podstawowe składniki majątkowe rolników. Został on zamknięty w okresie, w którym podstawowym zajęciem Rzymian było rolnictwo. Szczególnemu znaczeniu społeczno-gospodarczemu res mancipi odpowiadała ich szczególna sytuacja prawna. Własność na tych rzeczach można było przenieść jedynie mocą formalnych, uroczystych czynności ius civile, tj. mancypacji bądź in iure cessio. Czynności te były jawne i kontrolowane przez społeczeństwo, gdyż do swej ważności wymagały obecności świadków lub urzędnika magistratury. Ponadto wykluczało to możliwość nabycia na tych rzeczach własności kwirytarnej przez cudzoziemców (peregrini), gdyż w czynnościach tych mogli uczestniczyć wyłącznie obywatele rzymscy. Obywatel rzymski, nabywszy res mancipi bez wymaganej formy (np. w drodze tradycji), mógł jednak stać się jej właścicielem przez zasiedzenie. Zjawisko to, kiedy jedna osoba była właścicielem kwirytarnym mimo iż rzecz należała do majątku innej osoby, nazywano dominium duplex. Przed upływem czasu potrzebnego do zasiedzenia nabywca korzystał z ochrony actio Publiciana. Utrudnienia i ograniczenia w obrocie tymi rzeczami leżały w interesie państwa.

## Składnikires mancipi
Do kategorii res mancipi należały:
- grunty italskie,
- służebności gruntowe wiejskie na gruntach italskich[6],
- niewolnicy,
- czworonożne zwierzęta pociągowe i juczne,
- broń.

Rzeczy niemieszczące się w tej kategorii nazywano res nec mancipi, a własność na nich można było przenosić w drodze tradycji.
Podział na res mancipi i res nec mancipi stracił na znaczeniu pod koniec istnienia republiki, w wyniku zwiększenia obrotów handlowych z prowincjami. Zniesiono go jednak dopiero w Kodyfikacji Justyniańskiej.